# Yorkshire County Cricket Club

Yorkshire County Cricket Club är en cricketklubb från Yorkshire, bildad 8 januari 1863 på Adelphi Hotel, Sheffield. Sedan 1891 har klubben Headingley, Leeds som sin huvudsakliga hemmaarena.
De har vunnit de nationella mästerskapen (County Championships) trettiotre gånger.